# 十二月三日區
十二月三日區（西班牙語：Distrito de Tres de Diciembre）是秘魯的一個區，位於該國中部胡寧大區的丘帕卡省，始建於1959年7月14日，面積20.2平方公里，海拔高度3,180米，2005年人口2,042，人口密度每平方公里100人。